# Thomas Graham (generaal)
Thomas Graham (Balgowan House, Perthshire, 19 oktober 1748 - Londen, 18 december 1843) was een Schotse aristocraat, militair en politicus.

## Biografie

### Vroege leven
Thomas Graham werd geboren als de derde zoon van Thomas Graeme, laird van Balgowan en Christiane Hope. Hij was het enige kind dat de kindertijd wist te overleven en verkreeg zijn scholing aan huis. Een van zijn huisleraren was de Schotse dichter James Macpherson. In 1766 ging Graham studeren aan het Christ Church van de Universiteit van Oxford. In de zomer van 1768 verliet hij alweer de universiteit zonder een diploma behaald te hebben. Vervolgens reisde hij enige tijd door het continent en stelde zich na zijn terugkomst in 1772 kandidaat voor een zetel in het parlement voor het kiesdistrict van Perthshire, maar hij werd door zijn tegenstander verslagen.
Op 26 december 1774 huwde Graham met Mary Catchcart, de dochter van lord Charles Catchcart. Na een aantal jaar verslechterde de gezondheid van zijn vrouw en trok het echtpaar eerst naar Spanje en vervolgens naar Portugal. In 1785 keerden ze weer terug en twee jaar later kocht Graham het landgoed van Lynedoch dat hij begon te ontwikkelen. In 1790 verslechterde de gezondheid van Catchcart opnieuw naar het Middellandse Zeegebied. Aan boord van een schip voor de kust bij Hyères overleed Mary Catchcart.

### Militaire carrière
Door het verlies van zijn vrouw zocht Graham naar een vorm van afleiding en monsterde hij zich als vrijwilliger aan bij het leger. Hij diende als adjudant van Henry Phipps bij het Beleg van Toulon in 1793. Na zijn terugkeer in Schotland wist hij een bataljon bijeen te krijgen, de Perthshire Volunteers. Op 10 februari 1794 verkreeg hij een tijdelijke commissie als luitenant-generaal. In datzelfde jaar wist hij ook een zetel te verkrijgen in het parlement.

#### Veldtochten rondom de Middellandse Zee
In 1796 kreeg hij een aanstelling in het Oostenrijkse leger in Italië. Hier raakte hij met een leger ingesloten in Mantua dat door de Fransen belegerd werd. Graham verliet verkleed als boer de stad tijdens het beleg en wist ondanks de sneeuwstormen en de Franse patrouilles te ontsnappen aan de Franse belegeraars. Op 4 januari 1797 bereikte hij het Oostenrijkse hoofdkwartier dat de belegerden te hulp kon komen. Hij keerde daarop terug naar Gibraltar en wist zich vervolgens te onderscheiden bij de Verovering van Menorca.
Tijdens de Franse mediterrane veldtocht van 1798 was hij actief in Messina en betrokken bij het Beleg van Malta. Nadat Valletta op de Fransen was veroverd in 1800. Hierna vertrok hij naar Egypte waar zijn regiment was gelegerd, maar Graham arriveerde daar na de capitulatie van de Fransen. Hij maakte vervolgens een rondreis door het Ottomaanse Rijk en verbleef enige tijd in Constantinopel voor hij terugkeerde naar het Verenigd Koninkrijk.

#### Iberisch Schiereiland

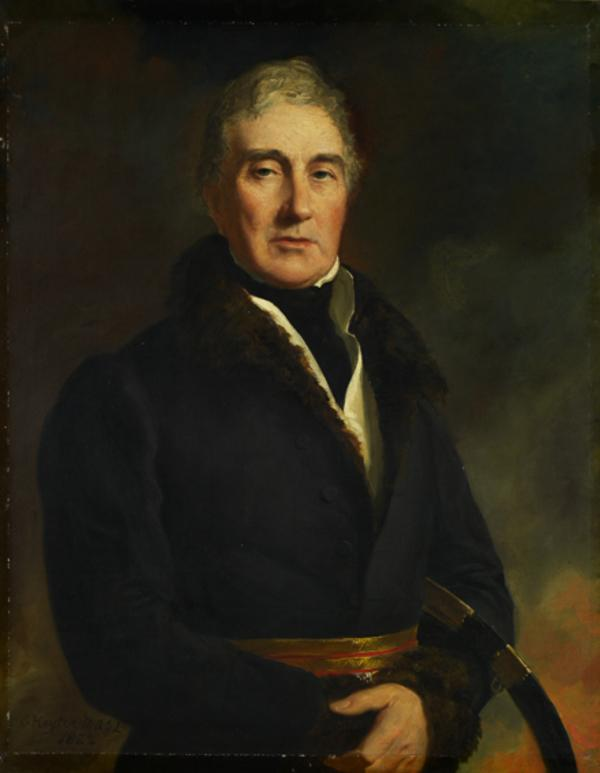
Thomas Graham, geportretteerd door George Hayter (1823).

In 1809 kreeg Graham een vaste aanstelling als majoor-generaal en had hij een belangrijke rol tijdens de Walcherenexpeditie en belegerde hij Vlissingen. Het jaar daarop werd hij naar Portugal gestuurd en voerde hij het Britse leger aan dat de Spanjaarden assisteerden in het verdedigen van Cádiz tijdens het jarenlange beleg. Zijn leger kreeg het zwaar te verduren in de Slag bij Barrossa dat een poging was om een doorbraak in het beleg te creëren. Verbitterd over de opstelling van het Spaanse leger onder Lapenã trok hij zich terug in Cádiz. Om de pijn te verzachten bood de Spaanse regering hem de rang Grande van Spanje aan, maar deze wees hij af. In juni 1811 kreeg hij de opdracht om zich aan te sluiten bij het leger van Arthur Wellesley en was hij betrokken bij de inname van Ciudad Rodrigo in 1812.
Hij keerde in 1812 voor enige tijd terug naar Perthshire vanwege een aandoening aan zijn ogen en nadat hij beter was geworden keerde Graham terug naar Spanje. Hij was vervolgens betrokken bij de Slag bij Vitoria. In de Slag bij Tolosa raakte hij gewond aan zijn heup en werd er vervolgens door Wellington op uitgestuurd om San Sebastián te veroveren. Aanvankelijk slaagde hij hier niet in, maar nadat Wellington Soult had verslagen ondernam hij een tweede poging en slaagde erin de citadel van de stad op 9 september te veroveren. Opnieuw verslechterde zijn gezondheid en keerde hij wederom naar huis.

#### Laatste veldtocht
In november 1813 voelde Graham zich voldoende hersteld en nam hij het commando aan over de Britse troepen die naar Holland werden gezonden. Op 4 december kwam hij aan in Tholen met een leger van 8.000 soldaten. Hij wist de Fransen bij Merksem te verslaan, maar slaagde er niet in om de Fransen te verdrijven uit de vesting van Bergen op Zoom. Na de overgave van Napoleon keerde hij terug naar Engeland en werd hij door het parlement bedankt voor zijn diensten en verkreeg hij de titel "Baron Lynedoch".

### Laatste jaren

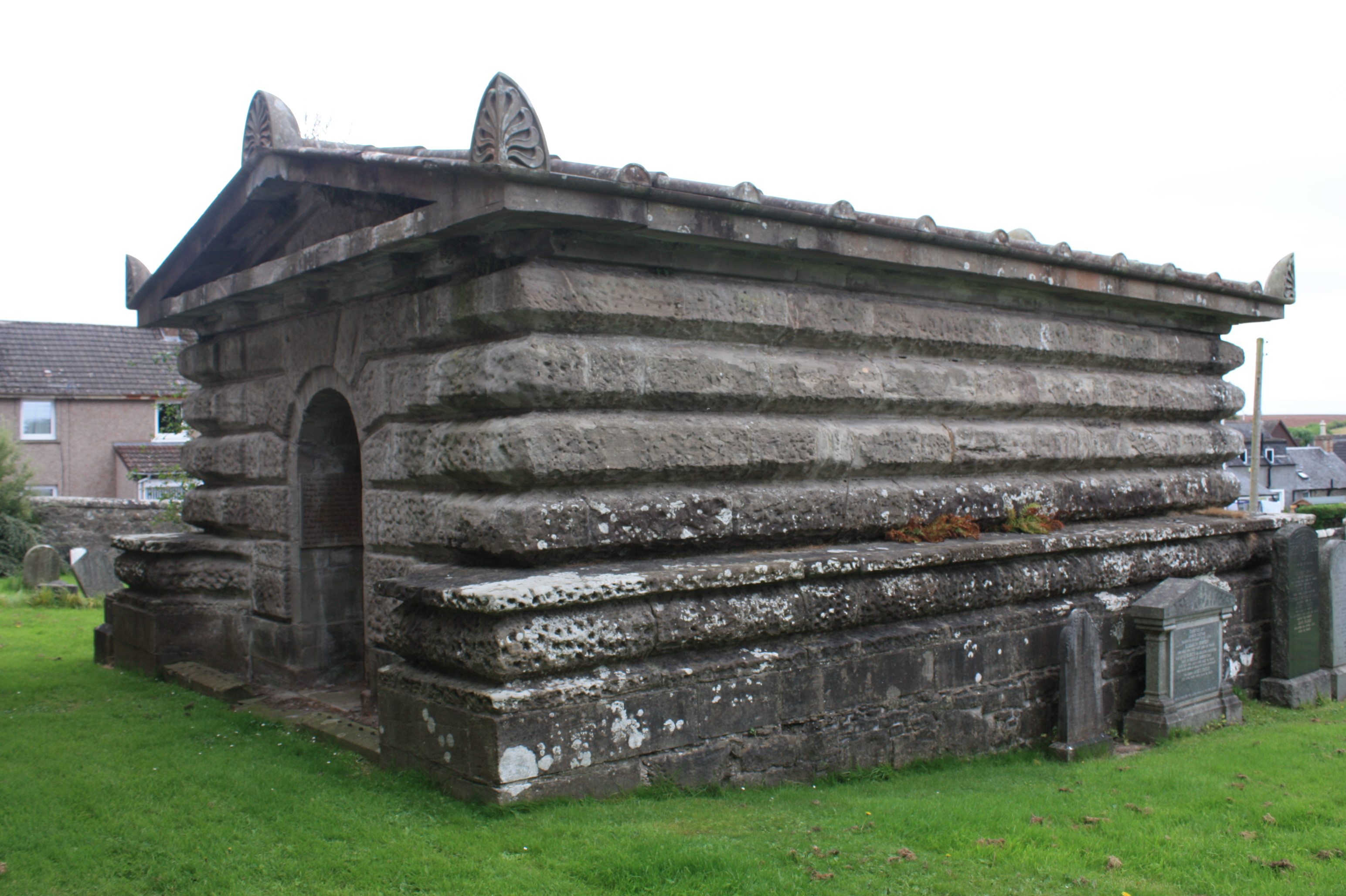
De grafkelder waar Thomas Graham en zijn vrouw begraven liggen in Methven, Perthshire.

In 1821 werd hij benoemd tot gouverneur van Dumbarton Castle en een jaar later was hij de secondant van de hertog van Bedford in zijn duel met de hertog van Buckingham. In zijn laatste jaren verbleef Graham vanwege zijn verslechterde gezondheid vaak in Italië. Hij overleed op 95-jarige leeftijd in Londen en zijn bezittingen werden geërfd door zijn neef Robert Graham. Graham werd in Perthshire begraven naast zijn moeder en zijn vrouw.

## In populaire cultuur
Thomas Graham komt voor in het boek Sharpe's Fury van de Britse schrijver Bernard Cornwell. Het boek is geconcentreerd rondom de slag bij Barrossa.